# Medical and Veterinary Entomology
Medical and Veterinary Entomology – międzynarodowe, recenzowane czasopismo naukowe publikujące w dziedzinie entomologii medycznej i weterynaryjnej.
Pismo wydawane jest przez Royal Entomological Society of London i ukazuje się raz na trzy miesiące. Tematyką obejmuje 
aspekty biologii i kontroli populacji stawonogów o znaczeniu z punktu widzenia medycyny człowieka i weterynaryjnej, w szczególności roztoczy i owadów hematofagicznych, w tym: epidemiologię i transmisję patogenów między pasożytem i żywicielem, zmiany w rozmieszczeniu pasożytów, ich zachowanie i ekologię, oddziaływania międzygatunkowe pasożyt-żywiciel oraz nowe metody kontroli chemicznej i biologicznej tych stawonogów.
W 2015 impact factor pisma wynosił 2,86. W 2014 zajęło 2 miejsce w rankingu ISI Journal Citation Reports w dziedzinie nauk weterynaryjnych i 4 w dziedzinie entomologii.